# Вілберфорс Івз
Вілберфорс Івз (англ. Wilberforce Eaves; 10 грудня 1867 — 2 лютого 1920) — колишній британський тенісист.
Здобув 39 одиночних титулів.
Найвищим досягненням на турнірах Великого шолома були фінали в одиночному розряді.

## Фінали турнірів Великого шолома

### Одиночний розряд (1 поразка)
| Результат | Рік  | Турнір        | Покриття | Суперник    | Рахунок                 |
| --------- | ---- | ------------- | -------- | ----------- | ----------------------- |
| Поразка   | 1897 | Чемпіонат США | Трава    | Роберт Ренн | 6–4, 6–8, 3–6, 6–2, 2–6 |